# Merremia hirta
Merremia hirta là một loài thực vật có hoa trong họ Bìm bìm. Loài này được (L.) Merr. mô tả khoa học đầu tiên năm 1912.